# Championnat de France de football 2008-2009
Navigation
Ligue 1 2007-2008 Ligue 1 2009-2010
La saison 2008-2009 de Ligue 1 est la 71e édition du championnat de France de football. Le premier niveau du championnat oppose dix-neuf clubs français et un club monégasque en une série de trente-huit journées. La saison commence le 9 août 2008 et se termine le 30 mai 2009.
Seules quatre places de championnat sont qualificatives pour les compétitions européennes. Les deux autres places sont attribuées au vainqueur de la Coupe nationale et à celui de la Coupe de la Ligue. Ce système est dû à la disparition de la Coupe Intertoto en 2008.
La nouvelle saison est aussi marquée par la suppression du « challenge de l'offensive », destiné à promouvoir l'attaque. La LFP a décidé de ne pas renouveler ce système cette année.
Lors de cette saison, l'Olympique lyonnais jouait pour tenter de remporter un 8e titre consécutif de champion de France de Ligue 1. Mais après un bon début de saison (champion d'automne à l'issue des matchs aller), les Lyonnais s'essoufflent en seconde partie de championnat. Ils sont dépassés en avril par Bordeaux et Marseille, et ne pourront jamais les rattraper.
Grâce à la victoire de l'OL face à l'OM le 17 mai 2009, les Girondins de Bordeaux prennent la première place aux Olympiens, fauteuil qu'ils ne quitteront plus jusqu'à la dernière journée.
Les Girondins de Bordeaux remportent finalement leur 6e titre de champion de France de Ligue 1 lors de la 38e et dernière journée en battant (0-1) le Stade Malherbe de Caen.

## Championnat
Les vingt clubs se rencontrent chacun deux fois au cours de la saison : une fois sur leur propre terrain et une fois sur le terrain de l'adversaire. Les rencontres sont essentiellement jouées le samedi, et quelques rencontres sont décalées le dimanche. Deux journées (sur les 38) sont jouées le mardi et mercredi.
À l'issue de la saison (voir les règles de classement), les clubs placés aux trois premières places du championnat joueront la Ligue des champions. Les deux premiers sont directement qualifiés pour la phase de groupes, le troisième doit passer par un tour de qualification pour non-champions en août.
La France dispose de trois places pour la Ligue Europa : la première pour le vainqueur de la Coupe de France, la deuxième place revient au quatrième du Championnat, et la troisième au vainqueur de la Coupe de la ligue.
Si le vainqueur de la Coupe de France est qualifié en Ligue des champions par le biais du Championnat, sa place est redistribuée au finaliste, ou, si celui-ci est aussi qualifié pour la Ligue des champions, au premier club non-qualifié du championnat.
N.B. : les deux premières places pour la Ligue Europa qualifient pour le quatrième tour de qualification en août, alors que la troisième place qualifie pour le troisième tour, organisé fin juillet.

## Les 20 clubs participants
| \| AJ Auxerre FC Girondins de Bordeaux SM Caen Grenoble Foot 38 Le Havre AC Le Mans UC 72 Lille OSC FC Lorient Olympique lyonnais Olympique de Marseille AS Monaco FC AS Nancy-Lorraine FC Nantes OGC Nice Paris SG Stade rennais FC AS Saint-Étienne FC Sochaux Toulouse FC Valenciennes FC \| Localisation des clubs engagés dans le championnat. |
| AJ Auxerre FC Girondins de Bordeaux SM Caen Grenoble Foot 38 Le Havre AC Le Mans UC 72 Lille OSC FC Lorient Olympique lyonnais Olympique de Marseille AS Monaco FC AS Nancy-Lorraine FC Nantes OGC Nice Paris SG Stade rennais FC AS Saint-Étienne FC Sochaux Toulouse FC Valenciennes FC                                                           |

| Club                     | Dernière montée | Budget (en MEUR) 2008/09 | Classement 2007-2008 | Entraîneur                                                           | Stade                        | Capacité |
| ------------------------ | --------------- | ------------------------ | -------------------- | -------------------------------------------------------------------- | ---------------------------- | -------- |
| Paris SG                 | 1974            | +0 00075,                | 16                   | Paul Le Guen                                                         | Parc des Princes             | 48 527   |
| AS Monaco FC             | 1977            | +0 00055,                | 12                   | Ricardo                                                              | Stade Louis-II               | 18 523   |
| AJ Auxerre               | 1980            | +0 00025,                | 15                   | Jean Fernandez                                                       | Stade de l'Abbé-Deschamps    | 23 467   |
| Olympique lyonnais       | 1989            | +000178,                 | 1                    | Claude Puel                                                          | Stade de Gerland             | 41 044   |
| FC Girondins de Bordeaux | 1992            | +0 00087,                | 2                    | Laurent Blanc                                                        | Stade Jacques-Chaban-Delmas  | 34 694   |
| Stade rennais FC         | 1994            | +0 00042,                | 6                    | Guy Lacombe                                                          | Stade de la route de Lorient | 31 127   |
| Olympique de Marseille   | 1996            | +000105,                 | 3                    | Eric Gerets                                                          | Stade Vélodrome              | 60 013   |
| Lille OSC                | 2000            | +0 00050,                | 7                    | Rudi Garcia                                                          | Stadium Nord Lille Métropole | 18 189   |
| FC Sochaux               | 2001            | +0 00045,                | 14                   | Francis Gillot                                                       | Stade Auguste-Bonal          | 20 005   |
| OGC Nice                 | 2002            | +0 00032,                | 8                    | Frédéric Antonetti                                                   | Stade du Ray                 | 18 696   |
| Toulouse FC              | 2003            | +0 00032,/+0 00035,      | 17                   | Alain Casanova                                                       | Stadium                      | 35 472   |
| AS Saint-Étienne         | 2004            | +0 00060,                | 5                    | Laurent Roussey (10/11/08) Alain Perrin                              | Stade Geoffroy-Guichard      | 35 616   |
| Le Mans UC 72            | 2005            | +0 00034,                | 9                    | Yves Bertucci (17/02/09) Daniel Jeandupeux (12/05/09) Arnaud Cormier | Stade Léon-Bollée            | 17 641   |
| AS Nancy-Lorraine        | 2005            | +0 00039,/+0 00040,      | 4                    | Pablo Correa                                                         | Stade Marcel Picot           | 20 087   |
| FC Lorient               | 2006            | +0 00028,                | 10                   | Christian Gourcuff                                                   | Stade du Moustoir            | 16 910   |
| Valenciennes FC          | 2006            | +0 00029,/+0 00030,      | 13                   | Antoine Kombouaré                                                    | Stade Nungesser              | 16 547   |
| SM Caen                  | 2007            | +0 00031,                | 11                   | Franck Dumas                                                         | Stade Michel-d'Ornano        | 21 500   |
| Le Havre AC              | 2008            | +0 00026,/+0 00027,      | 1 (L2)               | Jean-Marc Nobilo (15/12/08) Frédéric Hantz                           | Stade Jules-Deschaseaux      | 16 382   |
| FC Nantes                | 2008            | +0 00040,                | 2 (L2)               | / Michel Der Zakarian(26/08/08) Élie Baup                            | Stade de la Beaujoire        | 38 004   |
| Grenoble Foot 38         | 2008            | +0 00025,                | 3 (L2)               | Mécha Baždarević                                                     | Stade des Alpes              | 20 068   |

### Changements d'entraîneurs au cours de la saison
| Équipe        | Entraîneur partant  | Date de départ   | Remplacé par      | Date d'entrée en fonction |
| ------------- | ------------------- | ---------------- | ----------------- | ------------------------- |
| Le Mans       | Daniel Jeandupeux   | 12 mai 2009      | Arnaud Cormier    | 12 mai 2009               |
| Le Mans       | Yves Bertucci       | 17 février 2009  | Daniel Jeandupeux | 17 février 2009           |
| Le Havre      | Jean-Marc Nobilo    | 15 décembre 2008 | Frédéric Hantz    | 16 décembre 2008          |
| Saint-Étienne | Laurent Roussey     | 10 novembre 2008 | Alain Perrin      | 11 novembre 2008          |
| Nantes        | Michel Der Zakarian | 26 août 2008     | Élie Baup         | 28 août 2008              |
| Le Mans       | Rudi Garcia         | 18 juin 2008     | Yves Bertucci     | 26 juin 2008              |
| Lille         | Claude Puel         | 18 juin 2008     | Rudi Garcia       | 18 juin 2008              |
| Lyon          | Alain Perrin        | 17 juin 2008     | Claude Puel       | 18 juin 2008              |
| Toulouse      | Élie Baup           | 30 mai 2008      | Alain Casanova    | 30 mai 2008               |

## Classement
Le classement est calculé avec le barème de points suivant : une victoire vaut trois points, le match nul un. La défaite ne rapporte aucun point.
En cas d'égalité, on départage selon le critère de la plus grande « différence de buts » (buts marqués - encaissés). Si l'égalité subsiste, on regarde au plus grand nombre de buts marqués, puis à la plus grande différence de buts lors des rencontres entre les équipes à égalité. Enfin, le « Challenge du Fair-Play » peut décider du classement.
| Rang | Équipe                    | Pts | J  | G  | N  | P  | Bp | Bc | Diff |
| ---- | ------------------------- | --- | -- | -- | -- | -- | -- | -- | ---- |
| 1    | Girondins de Bordeaux L S | 80  | 38 | 24 | 8  | 6  | 64 | 34 | +30  |
| 2    | Olympique de Marseille    | 77  | 38 | 22 | 11 | 5  | 67 | 35 | +32  |
| 3    | Olympique lyonnais T      | 71  | 38 | 20 | 11 | 7  | 52 | 29 | +23  |
| 4    | Toulouse FC               | 64  | 38 | 16 | 16 | 6  | 45 | 27 | +18  |
| 5    | LOSC Lille                | 64  | 38 | 17 | 13 | 8  | 51 | 39 | +12  |
| 6    | Paris Saint-Germain       | 64  | 38 | 19 | 7  | 12 | 49 | 38 | +11  |
| 7    | Stade rennais FC          | 61  | 38 | 15 | 16 | 7  | 42 | 34 | +8   |
| 8    | AJ Auxerre                | 55  | 38 | 16 | 7  | 15 | 35 | 35 | 0    |
| 9    | OGC Nice                  | 50  | 38 | 13 | 11 | 14 | 40 | 41 | -1   |
| 10   | FC Lorient                | 45  | 38 | 10 | 15 | 13 | 47 | 47 | 0    |
| 11   | AS Monaco                 | 45  | 38 | 11 | 12 | 15 | 41 | 45 | -4   |
| 12   | Valenciennes FC           | 44  | 38 | 10 | 14 | 14 | 35 | 42 | -7   |
| 13   | Grenoble Foot 38 P        | 44  | 38 | 10 | 14 | 14 | 24 | 37 | -13  |
| 14   | FC Sochaux-Montbéliard    | 42  | 38 | 10 | 12 | 16 | 40 | 48 | -8   |
| 15   | AS Nancy-Lorraine         | 42  | 38 | 10 | 12 | 16 | 38 | 47 | -9   |
| 16   | Le Mans UC 72             | 40  | 38 | 10 | 10 | 18 | 43 | 54 | -11  |
| 17   | AS Saint-Étienne          | 40  | 38 | 11 | 7  | 20 | 40 | 56 | -16  |
| 18   | SM Caen                   | 37  | 38 | 8  | 13 | 17 | 42 | 49 | -7   |
| 19   | FC Nantes P               | 37  | 38 | 9  | 10 | 19 | 33 | 54 | -21  |
| 20   | Le Havre AC P             | 26  | 38 | 7  | 5  | 26 | 30 | 67 | -37  |

Qualifications européennes
- Ligue des champions 2009-2010, phase de groupes : 1er et 2e
- Ligue des champions 2009-2010, tour de barrages : 3e
- Ligue Europa 2009-2010, tour de barrages : 4e
- Ligue Europa 2009-2010, 3e tour de qualification : 5e[9]

Relégation
- Ligue 2 : 18e, 19e, 20e

Abréviations
P = Promus de Ligue 2 en 2008 
T= Tenant du titre 2008 
L = Vainqueur de la Coupe de la Ligue 2008-2009 
S = Vainqueur du Trophée des champions 2008
Ligue Europa
- Qualification en Ligue Europa : Trois clubs sont qualifiés en Ligue Europa : le vainqueur de la Coupe de France, le 4e, et le vainqueur de la Coupe de la Ligue. Si le vainqueur de la coupe de France est déjà qualifié en Ligue des champions, sa place est redistribuée au finaliste[10]. En coupe de la ligue, la place est directement ré-attribuée au championnat[11]. Ainsi, la place de Bordeaux (vainqueur de la coupe de la ligue) est ré-attribuée au 5e.

## Matchs
| Résultats (▼dom., ►ext.)                                   | AJA | GDB | SMC | GF38 | HAC | MUC | LOSC | FCL | OL  | OM  | ASM | ASNL | FCN | OGCN | PSG | SRFC | ASSE | FCSM | TFC | VAFC |
| AJ Auxerre                                                 |     | 0-2 | 2-1 | 2-0  | 3-0 | 2-0 | 2-0  | 0-0 | 0-0 | 0-2 | 0-1 | 1-1  | 2-1 | 0-1  | 1-2 | 0-0  | 1-0  | 1-0  | 1-1 | 0-0  |
| FC Girondins de Bordeaux                                   | 2-0 |     | 2-1 | 1-1  | 4-0 | 3-2 | 2-2  | 1-0 | 1-0 | 1-1 | 1-0 | 1-0  | 2-0 | 2-1  | 4-0 | 1-1  | 1-1  | 3-0  | 2-1 | 2-1  |
| SM Caen                                                    | 1-0 | 0-1 |     | 2-2  | 0-1 | 3-1 | 0-1  | 1-1 | 0-1 | 0-1 | 2-2 | 1-2  | 3-0 | 1-1  | 0-1 | 1-1  | 2-0  | 2-0  | 0-0 | 3-1  |
| Grenoble Foot 38                                           | 0-0 | 0-1 | 2-1 |      | 0-0 | 2-1 | 0-0  | 1-3 | 0-2 | 0-3 | 1-0 | 0-0  | 0-1 | 0-0  | 0-0 | 1-0  | 1-0  | 0-1  | 1-0 | 0-0  |
| Le Havre AC                                                | 1-2 | 0-3 | 1-2 | 0-1  |     | 1-2 | 0-1  | 1-3 | 0-1 | 0-1 | 2-3 | 2-3  | 0-2 | 1-0  | 1-3 | 1-0  | 2-4  | 2-1  | 0-1 | 2-1  |
| Le Mans UC 72                                              | 0-2 | 1-3 | 2-0 | 1-1  | 2-0 |     | 0-0  | 0-1 | 1-3 | 1-1 | 0-1 | 2-0  | 0-2 | 1-2  | 0-1 | 2-2  | 1-0  | 2-0  | 1-2 | 1-0  |
| Lille OSC                                                  | 3-2 | 2-1 | 2-2 | 2-1  | 3-1 | 1-3 |      | 1-1 | 2-0 | 1-2 | 2-1 | 3-2  | 2-0 | 1-1  | 0-0 | 1-0  | 3-0  | 3-2  | 1-1 | 1-0  |
| FC Lorient                                                 | 0-2 | 1-2 | 1-1 | 1-1  | 1-1 | 1-1 | 3-1  |     | 0-0 | 1-2 | 1-1 | 1-0  | 3-0 | 0-1  | 0-1 | 1-2  | 3-1  | 1-2  | 1-0 | 1-1  |
| Olympique lyonnais                                         | 0-2 | 2-1 | 3-1 | 2-0  | 3-1 | 2-0 | 2-2  | 1-1 |     | 0-0 | 2-2 | 2-1  | 3-0 | 3-2  | 0-0 | 1-1  | 1-1  | 2-0  | 3-0 | 0-0  |
| Olympique de Marseille                                     | 4-0 | 1-0 | 2-1 | 4-1  | 2-0 | 0-0 | 2-2  | 2-3 | 1-3 |     | 0-0 | 0-3  | 2-0 | 2-1  | 2-4 | 4-0  | 3-1  | 2-1  | 2-2 | 0-0  |
| AS Monaco FC                                               | 0-1 | 3-4 | 1-1 | 1-0  | 0-1 | 3-0 | 0-2  | 2-0 | 0-1 | 0-1 |     | 3-1  | 1-2 | 1-2  | 1-0 | 3-1  | 2-2  | 1-1  | 3-2 | 1-1  |
| AS Nancy-Lorraine                                          | 0-2 | 1-0 | 1-1 | 2-0  | 2-1 | 2-2 | 0-0  | 2-2 | 0-2 | 1-2 | 0-1 |      | 2-0 | 1-2  | 1-1 | 0-0  | 1-2  | 1-1  | 0-0 | 2-0  |
| FC Nantes                                                  | 2-1 | 1-2 | 1-1 | 1-1  | 1-2 | 1-4 | 0-2  | 1-1 | 2-1 | 1-1 | 1-1 | 0-1  |     | 2-0  | 1-4 | 1-1  | 1-0  | 1-1  | 1-1 | 2-0  |
| OGC Nice                                                   | 2-0 | 2-2 | 2-2 | 0-0  | 0-0 | 2-2 | 0-1  | 2-0 | 1-3 | 0-2 | 0-0 | 2-1  | 2-1 |      | 1-0 | 0-1  | 3-1  | 1-1  | 0-2 | 2-0  |
| Paris SG                                                   | 1-2 | 1-0 | 2-0 | 0-1  | 3-0 | 3-1 | 1-0  | 3-2 | 1-0 | 1-3 | 0-0 | 4-1  | 1-0 | 2-1  |     | 0-1  | 2-1  | 2-1  | 0-1 | 2-2  |
| Stade rennais                                              | 2-0 | 2-3 | 1-0 | 1-0  | 1-1 | 2-2 | 2-1  | 3-1 | 3-0 | 4-4 | 2-1 | 1-1  | 0-0 | 1-0  | 1-0 |      | 1-0  | 1-0  | 0-0 | 0-0  |
| AS Saint-Étienne                                           | 2-0 | 1-1 | 3-2 | 0-2  | 2-0 | 1-1 | 2-1  | 1-4 | 0-1 | 0-3 | 2-0 | 0-0  | 2-1 | 0-1  | 1-0 | 0-3  |      | 2-1  | 2-2 | 4-0  |
| FC Sochaux                                                 | 0-1 | 0-0 | 2-2 | 1-2  | 1-1 | 2-1 | 1-1  | 1-1 | 0-2 | 1-0 | 3-0 | 2-1  | 2-1 | 1-0  | 1-1 | 3-0  | 1-0  |      | 1-2 | 1-1  |
| Toulouse FC                                                | 1-0 | 3-0 | 0-1 | 2-0  | 2-1 | 2-0 | 0-0  | 1-1 | 0-0 | 0-0 | 0-0 | 3-0  | 1-0 | 2-2  | 4-1 | 0-0  | 3-1  | 2-1  |     | 0-0  |
| Valenciennes FC                                            | 2-0 | 1-2 | 2-0 | 1-1  | 3-2 | 0-2 | 2-0  | 3-1 | 2-0 | 1-3 | 3-1 | 0-1  | 1-1 | 1-0  | 2-1 | 0-0  | 1-0  | 2-2  | 0-1 |      |
| - Victoire à domicile - Match nul - Victoire à l'extérieur |     |     |     |      |     |     |      |     |     |     |     |      |     |      |     |      |      |      |     |      |

## Statistiques

### Meilleurs buteurs
| #  | Buteur              | Club                   | Buts Note 1 | Pen. Note 1 | J Note 2 | Min. Note 3 |
| -- | ------------------- | ---------------------- | ----------- | ----------- | -------- | ----------- |
| 1  | André-Pierre Gignac | Toulouse FC            | 24          | 1           | 18       | 3255        |
| 2  | Karim Benzema       | Olympique lyonnais     | 17          | 2           | 14       | 2759        |
| 3  | Guillaume Hoarau    | Paris Saint-Germain    | 17          | 2           | 13       | 2747        |
| 4  | Ireneusz Jelen      | AJ Auxerre             | 14          | 0           | 12       | 2065        |
| 5  | Steve Savidan       | SM Caen                | 14          | 1           | 13       | 3240        |
| 6  | Michel Bastos       | Lille OSC              | 14          | 2           | 14       | 3157        |
| 7  | Marouane Chamakh    | Girondins de Bordeaux  | 13          | 0           | 12       | 2340        |
| 8  | Fernando Cavenaghi  | Girondins de Bordeaux  | 13          | 2           | 13       | 2034        |
| 9  | Mamadou Niang       | Olympique de Marseille | 13          | 3           | 11       | 2080        |
| 10 | Yoann Gourcuff      | Girondins de Bordeaux  | 12          | 0           | 11       | 3085        |

| Source : LFP.fr Classement des buteurs 1: Nombre de buts inscrits dont pénaltys 2: Nombre de matchs durant lequel le joueur a marqué 3: Temps de jeu total en minutes |

### Meilleurs passeurs
| Clas. | Joueur             | Club                   | Passes Note 4 | CPA Note 4 | MD Note 5 | min Note 6 |
| ----- | ------------------ | ---------------------- | ------------- | ---------- | --------- | ---------- |
| 1     | Michel Bastos      | Lille OSC              | 9             | 3          | 8         | 3157       |
| 2     | Kevin Gameiro      | FC Lorient             | 8             | 0          | 6         | 3291       |
| 3     | Wendel             | Girondins de Bordeaux  | 8             | 6          | 8h        | 2115       |
| 4     | Yoann Gourcuff     | Girondins de Bordeaux  | 8             | 6          | 7         | 3085       |
| 5     | Benoît Cheyrou     | Olympique de Marseille | 7             | 0          | 6         | 2956       |
| 6     | Stéphane Sessègnon | Paris SG               | 7             | 1          | 6         | 2897       |
| 7     | Marama Vahirua     | FC Lorient             | 7             | 2          | 6         | 1630       |
| 8     | Jérôme Rothen      | Paris SG               | 7             | 3          | 5         | 2939       |
| 9     | Gaël Danic         | Valenciennes FC        | 7             | 4          | 6         | 2712       |
| 10    | David Hellebuyck   | OGC Nice               | 7             | 5          | 7         | 3149       |

| Source : LFP.fr Classement des passeurs 4: Nombre de passes décisives dont coups de pied arrêtés 5: Nombre de matchs différents 6: Temps de jeu total en minutes |

### Buts
- Premier but de la saison : 7e minute -- Olivier Thomert pour le Stade rennais contre l'Olympique de Marseille, le 9 août 2008.
- Premier but contre son camp de la saison : 90e minute - Steve Mandanda lors du match Stade rennais - Olympique de Marseille, le 9 août 2008.
- Premier doublé de la saison : Olivier Thomert pour le Stade rennais contre l'Olympique de Marseille, le 9 août 2008.
- Premier coup du chapeau de la saison : Mickaël Pagis pour le Stade rennais contre l'Olympique lyonnais, le 5 octobre 2008.
- But le plus rapide d'une rencontre : 18 secondes -- Romain Danzé pour le Stade rennais contre les Girondins de Bordeaux (2 - 3), le 29 avril 2009.
- But le plus tardif d'une rencontre : 90+6 minutes -- Loïc Rémy sur pénalty pour l'OGC Nice contre Girondins de Bordeaux (2-2), le 25 octobre 2008.
- Dernier but de la saison : 75e minute -- Nicolas Plestan pour le Lille OSC contre le AS Nancy-Lorraine, le 30 mai 2009.
- Plus grande marge : 4 buts
  - Olympique de Marseille 4-0 AJ Auxerre, le 17 août 2008
  - Girondins de Bordeaux 4-0 Le Havre AC, le 28 octobre 2008
  - Girondins de Bordeaux 4-0 Paris SG, le 11 janvier 2009
  - Olympique de Marseille 4-0 Stade rennais et AS Saint-Étienne 4-0 Valenciennes FC, le 30 mai 2009
- Plus grand nombre de buts dans une rencontre : 8 buts -- Stade rennais 4-4 Olympique de Marseille, le 9 août 2008.
- Meilleure attaque de la saison : Olympique de Marseille (67 buts)
  - à domicile, Girondins de Bordeaux (36 buts)
  - à l'extérieur, Olympique de Marseille (32 buts)
- Meilleure défense de la saison : Toulouse FC (27 buts)
  - à domicile, Toulouse FC (8 buts)
  - à l'extérieur, Olympique de Marseille (13 buts)
- Plus grand nombre de victoires : Girondins de Bordeaux (24 victoires)
- Plus grand nombre de matchs nuls : Stade rennais et Toulouse FC (16 matchs nuls)
- Plus grand nombre de défaites : Le Havre AC (26 défaites)
- Moins de victoires : Le Havre AC (7 victoires)
- Moins de matchs nuls : Le Havre AC (5 matchs nuls)
- Moins de défaites : Olympique de Marseille (5 défaites)

### Discipline
Statistiques arrêtées à la 33e journée.
- Premier carton jaune : Grégory Proment du SM Caen et Siaka Tiene du Valenciennes FC (20e de la 1re journée)
- Premier carton rouge : Adil Rami du Lille OSC (90e de la 1re journée)
- Joueur cumulant le plus d'avertissements : Siaka Tiene du Valenciennes FC, 14 cartons jaunes en 29 rencontres
- Joueur exclu le plus souvent : 2 cartons rouges
  - Siaka Tiene du Valenciennes FC (31e de la 4e journée et 85e de la 35e journée)
  - Jerko Leko de l'AS Monaco (89e de la 9e journée et 86e de la 18e journée)
  - Grégory Leca du SM Caen (10e de la 27e journée et 82e de la 29e journée)
  - John Mensah de l'Olympique lyonnais (71e de la 24e journée et 37e de la 38e journée)

### Distinction des joueurs
Les joueurs les plus acclamés par la presse spécialisée sont notamment distingués par la revue France Football lors de son bilan de fin de saison.
Son classement des hommes décisifs met à l'honneur les joueurs suivants :
Meilleur joueur en rendement offensif :
- 1 : Gourcuff de Bordeaux
- 2 : Bastos de Lille
- 3 : Gignac de Toulouse
- 4 : Gameiro de Lorient
- 5 : Benzema de Lyon
- 6 : Savidan de Caen
- 7 : Juninho de Lyon
- 8 : Hoarau de Paris

Meilleurs joueurs sur coup de pied arrêté :
- 1: Juninho de Lyon
- 2: Gourcuff de Bordeaux
- 3: Bastos de Lille
- 4: Wendel de Bordeaux
- 5: Rothen de Paris
- 6: Batlles de Grenoble
- 7: Gavanon de Nancy
- 8: Hellebuyck de Nice

### Statistiques diverses[13]
Équipe ayant l'attaque la plus efficace, c'est-à-dire ayant le meilleur ratio entre son nombre de tirs et son nombre de buts.
Équipe la plus adroite devant le but, c'est-à-dire cadrant le plus de ses tirs. Cette statistique met en valeur les équipes dont les attaquants (et les autres joueurs) cherchent avant tout à tirer au but de manière certaine, et pas simplement le plus possible. Ainsi, L'Olympique de Marseille est l'équipe qui a le plus tiré en direction des buts (avec 489 tirs), ce qui prouve son engagement offensif, mais elle n'est qu'à la seizième place du ratio tirs tentés / tirs cadrés, ce qui démontre sa trop grande propension à chercher le tir à tout prix.
A contrario, le champion de France Bordeaux, qui se classe deuxième de cet exercice, prouve l'adresse de ses joueurs à vocation offensive.
Équipe qui fait le mieux circuler le ballon, c'est-à-dire qui a le meilleur taux de passes réussies. Ce paramètre met en avant les équipes techniques, dont les joueurs savent animer le jeu et assurer une bonne conservation de balle. À ce titre, Marseille se distingue avec à la fois le meilleur taux de passes réussies, le plus grand nombre de passes tentées, mais aussi le meilleur taux de passes réussies dans le camp adverse. Notons dans le quatuor de tête Bordeaux et Lyon, mais surtout Saint-Étienne, qui prouve qu'une équipe technique ne suffit pas pour avoir des résultats.
Équipe centrant le mieux devant le but. Cette statistique permet de voir la qualité des ailiers et la différence entre les styles de jeu des équipes jouant beaucoup sur les ailes et celles préférant perforer dans l'axe. Ainsi, des équipes assez performantes telles Toulouse (746) ou Nice (750) ont tenté moins de 800 centres sur les 38 matchs de la saison. Cette statistique permet également de voir les équipes ayant des centreurs faibles ou en mauvaise forme. Ainsi, le Paris-SG est censé avec Rothen avoir un bon centreur, et ne termine que 19° de ce classement avec seulement 17,88 % de centres qui atteignent un coéquipier (pour 917 tentatives).
Équipe la plus efficace en défense. Cette statistique classique (nombre de buts encaissés sur la saison) est nuancée par le nombre de tirs cadrés subis, ce qui permet de mesurer l'efficacité de la défense (lorsque les adversaires ont du mal à se mettre en position de frapper dans le cadre) et l'efficacité du gardien (lorsqu'il y a peu de buts malgré un grand nombre de tirs cadrés subis). Cette statistique met ainsi particulièrement à l'honneur Carrasso, qui a permis à son équipe d'être la meilleure défense du championnat en étant seulement la cinquième qui subit le moins de frappes cadrées (derrière Bordeaux, Auxerre, Lyon et l'OM). À noter le très bon classement de l'Olympique Lyonnais, malgré de très gros soucis de blessures parmi ses défenseurs tout au long de sa saison.
Équipe la plus sanctionnée. Lorient est l'équipe qui a été la moins sanctionnée et en nombre de cartons jaune obtenus et en nombre de fautes commises. À l'inverse, si Lille est l'équipe qui a fait le plus de fautes, c'est Valenciennes qui a reçu le plus de cartons jaunes. Enfin, c'est Sochaux qui a eu le plus d'expulsions (6). À noter que la seule équipe qui n'a eu aucune expulsion sur l'ensemble de la saison est Toulouse, qui est pourtant celle qui a concédé le moins de buts. Elle prouve ainsi qu'il est possible de défendre efficacement sans faire beaucoup de fautes.
* : soit l'addition des seconds cartons jaunes et des cartons rouges directs
*Les autres buteurs ont tous marqué seulement trois buts ou moins depuis l'extérieur de la surface
*Dernière passes avant un tir, cadré ou non.

## Évènements de la saison

### Avant-saison
- Les droits TV de la saison 2008-2009 jusqu'à la saison 2011-2012 ont été négociés pour 668 millions d'Euros (prix presque inchangé) avec Canal+ et Orange. Un changement dans les horaires de matchs intervient : le samedi, six matchs se joueront à 19h, et un à 21h (acheté par Orange), le dimanche, deux matchs à 17 h, un dernier à 21 h[14]. Pour des raisons de calendrier, lorsqu'une équipe doit jouer le samedi, mais en ayant joué en semaine (notamment pour les clubs jouant la coupe de l'UEFA dont la majorité des matchs aura lieu les jeudis), son match du samedi 19h peut être décalé au dimanche 17h (repos de 48h obligatoire entre deux matchs).
- Le calendrier de la saison est adopté par le conseil d'administration de la LFP[15] ; ne comportant pas de pause du fait d'évènements tels que la Coupe du monde de rugby, ou de troisième grande pause internationale en novembre, il est de facto plus léger. La saison s'étend du 9 août au 30 mai.
- Le calendrier des rencontres est dévoilé le vendredi 23 mai 2008[16].
- Alors que les matchs du dimanche après-midi étaient très critiqués par le football amateur, qui organise beaucoup de ses matchs à la même heure, les matchs de 15h ont finalement été repoussés à 17h[17].

### Mercato d'été et recompositions d'effectifs
- Claude Puel, entraîneur de Lille et champion de France 2000 est nommé manager général de l'Olympique lyonnais en remplacement d'Alain Perrin, dont le président du club parlera ensuite comme d'une « erreur de casting » [18].
- Obligé de se séparer de son entraîneur, Lille a vite réagi : Michel Seydoux, le président du LOSC, a jeté son dévolu sur Rudi Garcia, entraîneur du Mans depuis un an, qui s'est engagé à Lille pour deux années.
- Yves Bertucci est le nouvel entraîneur du Mans, en remplacement de Rudi Garcia, parti entraîner Lille. Bertucci était depuis quelques années l'entraîneur de la réserve mancelle.
- Élie Baup a été démis de ses fonctions d'entraîneur du Toulouse FC et remplacé rapidement par son ancien entraîneur-adjoint dans le club de la ville rose, Alain Casanova.

 Les grandes dates de la saison 

### Août 2008
- 2 août : les Girondins de Bordeaux remportent le Trophée des champions aux tirs au but contre l'Olympique lyonnais.
- 9 août : reprise, avec un homérique[19] 4-4 entre le Stade rennais et l'Olympique de Marseille. Pas de contre-performance des "favoris" institués par les journalistes sportifs.
- 10 août : Lyon prend la tête du championnat avec une victoire 3-0 sur le Toulouse FC.
- 13-14 août : l'OM remporte son match préliminaire pour la Ligue des champions, contrairement au Stade rennais pour la Coupe de l'UEFA, tous deux en Norvège (Brann Bergen 1-0, Stabæk IF 1-2).
- 14 août : décès de l'ancien joueur de football Hervé Gorce, membre du conseil d'administration de la Ligue de football professionnel depuis 1991[20].
- 17 août : l'équipe de Grenoble, après 46 ans passés hors de l'élite, devient la première à enchaîner deux succès, à la faveur d'une victoire sur le Stade rennais. Lorient réussit à tenir en échec Lyon (0-0). L'OM s'impose largement sur l'AJ Auxerre (4-0).
- 27-28 août : l'OM et le Stade rennais se qualifient, respectivement, pour la phase de groupes de la Ligue des champions, et pour le Premier tour de la Coupe de l'UEFA.

### Septembre 2008
- 13-14 septembre : les Girondins de Bordeaux et l'OM ne se départagent pas (1-1), pendant que l'OL gagne face à l'OGC Nice (3-2). Cette dernière rencontre engendre une polémique sur la qualité de l'arbitrage en France — deux des buts lyonnais sont débattus. La Ligue de football professionnel lance une réflexion sur ce sujet. L'OL est seul leader du championnat, avec deux points d'avance sur l'OM.
- 16-17-18 septembre : aucune équipe française ne gagne en Ligue des champions. Les quatre clubs français engagés en Coupe de l'UEFA remportent tous leur match aller du premier tour avec un but d'écart.
- 20-21 septembre : premier bilan des nouveaux horaires ; les affluences de Ligue 1 ont baissé, particulièrement pour les rencontres du dimanche à 17h (source LFP.fr). Les critiques fusent envers l'opérateur Orange, détenteur des droits de retransmission du match du samedi 21h : seuls 50 000 foyers sont abonnés à son offre Orange sport.

### Octobre 2008
- 5 octobre : l'Olympique lyonnais enregistre sa première défaite de la saison à Rennes (3-0) grâce à un triplé de Mickaël Pagis, mais reste en tête au classement général. L'OM reste la seule équipe encore invaincue.
- Le mois d'octobre est marqué par une menace de grève de la part des joueurs, des entraîneurs et des arbitres contre la réforme des statuts du conseil d'administration de la LFP qui prévoit que les présidents de clubs auraient la majorité absolue. La 10e journée de L1 (avec le fameux OM-PSG) et la 12e journée de L2 sont alors menacées. Finalement, un accord a été trouvé : les présidents de clubs renoncent à la majorité absolue (ce qui contente surtout les joueurs) mais peuvent décider seuls des questions économiques. La grève n'aura donc pas lieu et le choc OM-PSG est sauvé.
- 26 octobre : Lyon ayant été accroché à Auxerre la veille (0-0), l'Olympique de Marseille avait l'occasion de prendre la tête de la Ligue 1 à l'occasion du "clasico" face au Paris SG. Menant pourtant 2-1 à la mi-temps, l'OM s'incline finalement 4-2 avec notamment un doublé de Guillaume Hoarau et rate donc le coche. Il n'y a plus d'équipe invaincue cette saison en L1.

### Novembre 2008
- 9 novembre : après une victoire 3-0 contre Rosenborg en Coupe de l'UEFA, l'AS Saint-Étienne rechute en championnat, en s'inclinant 3-0 à domicile face au Stade rennais. Les Verts sont alors relégables après une série de cinq défaites consécutives. Le sort de Laurent Roussey semble ne plus tenir qu'à un fil, d'autant plus que le club a décidé de nommer Damien Comolli directeur sportif ; celui-ci devrait prendre une décision concernant l'entraîneur stéphanois. Pour sa part, le Paris SG renoue avec la victoire après deux revers de suite en battant Lille au Parc des Princes 1-0, grâce au 1er but de la saison de Ludovic Giuly. Lyon reste en tête de la L1.
- 10-11 novembre : Laurent Roussey, entraîneur de l'AS Saint-Etienne, est limogé pour mauvais résultats par les coprésidents du club. Il est remplacé par Alain Perrin qui a pour mission de sauver le club forézien de la relégation.
- 15-16 novembre : l'Olympique lyonnais profite de sa victoire à Gerland 2-1 contre les Girondins de Bordeaux et de la défaite surprise de l'Olympique de Marseille au Vélodrome contre le FC Lorient (2-3 après avoir mené 2-0 à 20 minutes de la fin) pour prendre ses distances en Championnat. Le leader compte à présent 7 points d'avance sur son dauphin. Du côté de l'AS Saint-Étienne, l'effet de l'arrivée de Perrin n'a pas été visible et les verts enregistrent leur sixième défaite consécutive. Ils restent relégables. Le classement des buteurs voit un resserrement avec des doublés de André-Pierre Gignac (Toulouse FC) et de Guillaume Hoarau (Paris SG). Karim Benzema (pourtant buteur) ne compte plus qu'une unité d'avance sur les deux hommes et sur Fernando Cavenaghi (Girondins de Bordeaux).

### Décembre 2008
- Lors du dernier match avant la trêve hivernale, les Girondins de Bordeaux réalisent l'impossible en s'imposant 4-3 face à l'AS Monaco après avoir été mené 3-0.
- Grande surprise de la 19e journée. Victoire de AS Nancy-Lorraine sur le terrain de Marseille 3 à 0. Lyon est champion d'automne avec 38 points devant Bordeaux 2e avec 35 points.

### Janvier 2009
- Bordeaux bat le PSG 4-0.
- Le Havre a enregistré trois défaites en autant de matchs en janvier, et reste lanterne rouge.
- Lyon reste en tête malgré une baisse de régime à domicile.
- Le classement est dominé par Lyon, Bordeaux et Marseille.

### Février 2009
- Pour la première fois de la saison, les Bordelais enchaînent 4 matchs sans victoire dont 1 défaite (2-2 contre Lille, défaite 1-0 à Marseille, 1-1 contre Grenoble et à Saint Étienne).
- Le 15 février 2009, face au Havre (3-1) l'Olympique lyonnais met fin à une série de 4 matches sans victoire à Gerland.
- Février avait bien commencé pour les Havrais avec une victoire 1-0 sur Rennes le 7 février 2009 après une série de 7 défaites consécutives.

### Mars 2009
- Le PSG bat Nancy au Parc des Princes sur le score de 4 buts à 1
- Lyon fait match nul contre Rennes sur le score de 1 but partout
- Marseille bat Caen sur le score de 1 but à 0
- Lyon reste 1er, 1 point devant Paris et 4 points devant Marseille.
- En mars, le TFC écrase 3-0 au Stadium les Girondins de Bordeaux (dont ce sera la dernière défaite de l'année avant une série de douze victoires consécutives - 11 en championnat + la finale de la Coupe de la Ligue) puis le Paris-Saint-Germain 4 à 1.
- Après une défaite à domicile face à Auxerre (0-2), Lyon voit tous ses challengers se rapprocher.
- L'OM s'impose au Parc des Princes (1-3) et Bordeaux bat l'OGC Nice (2-1)
- Les sept premiers du championnat se tiennent en 4 points, Lyon étant toujours en tête devant Marseille, Bordeaux, Toulouse et Lille.

### Avril 2009
- Le match nul entre Lyon et Monaco (2-2) permet à l'OM de prendre la tête de la L1 avec 61 points après avoir vaincu Grenoble 4-1.
- 32e journée : en battant Lorient (1-2), l'OM conserve la première place et devance Bordeaux qui a battu Lyon (1-0). L'OL s'éloigne à quatre longueurs de la première place.
- La victoire acquise in extremis par Bordeaux lors de son match contre Rennes (3-2) en match décalé de la 33e journée permet aux Girondins de continuer à mettre la pression sur l'OM, qui conserve malgré tout deux points d'avance (67 points).

### Mai 2009
- 34e journée : le 2 mai, Lyon joue sans doute le pire match de sa saison à Valenciennes et s'incline logiquement (2-0). Quelques heures plus tard, au terme d'un match à rebondissements, Marseille et Toulouse font match nul (2-2). Même si mathématiquement rien n'est fait, Lyon est relégué à 7 points du leader marseillais et voit Toulouse, cinquième, revenir à 2 points de la troisième place, qualificative pour le tour préliminaire de la Ligue des champions. Les rêves d'un huitième titre consécutif semblent s'être envolés. Le lendemain, le PSG perd une occasion de ravir la troisième place à Lyon en s'inclinant au Parc face à Rennes (0-1). Lors du dernier match de la journée, Bordeaux surclasse Sochaux (3-0) et revient à hauteur de l'OM en tête du classement, seulement devancé par une différence d'un but. En milieu de tableau, c'est au tour de Grenoble et Lorient d'assurer leur maintien, respectivement face à Nice (0-0) et Lille (3-1).
- 35e journée : après sa défaite à domicile 2-4 devant l'AS Saint-Étienne, Le Havre AC est d'ores et déjà assuré d'être relégué en Ligue 2 pour la saison 2009-2010. La lutte pour la première place continue entre Marseille et Bordeaux. Les Marseillais s'étant imposé facilement 2 à 0 chez les Niçois, ils restent premiers au classement, toujours devant les Girondins qui ont ramené les 3 points de la victoire (2-1) de Valenciennes.
- 36e journée : Bordeaux, en s'imposant lors d'un gros match face au Mans (3-2) met définitivement fin aux espoirs de huitième titre de Lyon et accroît la pression sur Marseille, ces deux équipes se rencontrant le lendemain. En bas de tableau, Caen bat Sochaux (2-0) grâce à un doublé de Steve Savidan alors que dans le même temps, Saint-Étienne fait match nul à domicile face à Toulouse, ce qui a pour conséquence la rentrée dans la zone de relégation de Sochaux. Grenoble et Nancy, au terme d'un match nul et vierge, se sauvent mathématiquement tous les deux. Lors du dernier match, au terme d'un match marqué par une deuxième mi-temps totalement ratée, Marseille s'incline au Vélodrome face à Lyon (1-3) avec notamment le réveil de Benzema, qui signe un doublé, et un coup franc de Juninho qui marque son 99e but sous les couleurs lyonnaises. Ceci a donc pour conséquence la perte du fauteuil de leader de Marseille au profit de Bordeaux, qui compte 3 points d'avance.
- 37e journée : Bordeaux, en battant sur le plus petit des scores Monaco, a grandes chances d'être champion. Marseille reste à 3 points du leader, grâce à sa victoire 2-1 face à l'AS Nancy-Lorraine. Le septuple champion en titre lyonnais confirme sa troisième place et se qualifie pour le troisième tour de la Ligue des champions, grâce à son succès sur Caen (ponctué par le 100e but de Juninho avec Lyon) et au faux-pas de Paris (défaite 2-1 à Valenciennes). Le Nantes d'Elie Baup perd pratiquement toute chance de se maintenir en L1, étant à 3 points du premier non-relégable avec une différence de buts désastreuse. À noter également le doublé de Gignac, qui inscrit ses 23e et 24e buts de la saison.
- 38e journée : Bordeaux est champion grâce à sa victoire 1-0 en Normandie et envoie Caen en Ligue 2. L'OM, second, jouera la ligue des champions alors que Toulouse (4e) et Lille (5e) se partagent les places qualificatives à la Ligue Europa.

## Challenge du fair-play
Un challenge du fair-play est organisé par l'Union des clubs professionnels de football (UCPF) et la Ligue de football professionnel (LFP) pour récompenser les équipes totalisant le moins d'avertissements et d'expulsions.
Le classement du challenge du fair-play est établi en tenant compte des cartons jaunes (1 point) et rouges (3). En cas d'égalité de points, les clubs ex aequo sont départagés au plus petit nombre de cartons rouge puis, au plus grand nombre de buts marqués en championnat.
Chaque carton donne lieu à une amende de 80 EUR ou 230 EUR payée par le club concerné. Si l'expulsion concerne une personne présente sur le banc de touche, l'amende s'élève à 460 EUR. Les trois premières équipes du classement reçoivent respectivement 25 %, 15 % et 10 % de la totalité des sommes perçues, la moitié restante du montant étant offert à des organisations à but humanitaire, caritatif ou social.

## Parcours en coupes d'Europe
Le parcours des clubs français en coupes d'Europe est important puisqu'il détermine le coefficient UEFA, et donc le nombre de clubs français présents en coupes d'Europe les années suivantes.
| Club                   | Compétition         | |
| ---------------------- | ------------------- | --- |
| Olympique lyonnais     | Ligue des champions | éliminé en huitième de finale (FC Barcelone )                                                          |
| Olympique de Marseille | Ligue des champions | éliminé en phase de groupes (Liverpool FC , Atletico Madrid et PSV Eindhoven )                         |
| Girondins de Bordeaux  | Ligue des champions | éliminé en phase de groupes (AS Rome , Chelsea FC et CFR 1907 Cluj )                                   |
| Paris SG               | Coupe UEFA          | éliminé en quart de finale (Dynamo Kiev )                                                              |
| Olympique de Marseille | Coupe UEFA          | éliminé en quart de finale (Chakhtior Donetsk )                                                        |
| AS Saint-Etienne       | Coupe UEFA          | éliminé en huitième de finale (Werder Brême )                                                          |
| Girondins de Bordeaux  | Coupe UEFA          | éliminé en huitième de finale (Galatasaray )                                                           |
| AS Nancy-Lorraine      | Coupe UEFA          | éliminé en phase de groupes (CSKA Moscou , Deportivo La Corogne , Lech Poznań et Feyenoord Rotterdam ) |
| Stade rennais          | Coupe UEFA          | éliminé au premier tour (FC Twente )                                                                   |

L'indice UEFA de la France est en baisse depuis plusieurs années. Cette année, cette baisse est suffisante pour faire passer la France du quatrième au cinquième rang européen, devancée par l'Allemagne. Pour conserver sa quatrième place, la France doit à présent gagner 4 840 points de plus que l'Allemagne. Par ailleurs, si la Russie gagne plus de 1 293 points que la France l'année prochaine, la France descendrait à la sixième place. Cela aurait pour conséquence que les deux premiers du championnat resteraient qualifiés pour la phase de groupe de la Ligue des champions, mais le troisième devrait passer deux tours de qualification, contre un seul actuellement.
| Pays             | Angleterre | Espagne | Italie | Allemagne | France | Russie |
| Indice UEFA 2009 | 75.749     | 75.266  | 60.410 | 52.668    | 48.722 | 43.750 |

| - Ligue des champions : - Olympique lyonnais (1er), débute en phase de groupes ; éliminé en 8e de finale ; apporte 13 points avec 3 V, 3 N et 4 points bonus ; - Girondins de Bordeaux (2e), débute en phase de groupes, repêché pour les seizièmes de finale de Coupe UEFA ; apporte 9 points avec 2 V, 2 N et 3 points bonus ; - Olympique de Marseille (3e), débute au troisième tour de qualification, repêché pour les seizièmes de finale de Coupe UEFA ; apporte 14 points avec 3 V, 2 N, 2 V en qualification et 4 points bonus. - Parcours : - Troisième tour de qualification : Marseille qualifié (2V) ; - Phase de groupes : Lyon (3V-2N-1D) qualifié, Bordeaux (2V-1N-3D), Marseille (1V-1N-4D) éliminés ; - Huitièmes de finale : Lyon éliminé (1N-1D). | - Coupe UEFA : - AS Nancy-Lorraine (4e), débute au premier tour ; apporte 14 points avec 3 V, 1 N et 0 point bonus ; - Paris SG (vainqueur CdL), débute au premier tour ; apporte 16 points avec 5 V, 5 N et 1 point bonus ; - AS Saint-Étienne (5e), débute au premier tour ; apporte 15 points avec 6 V, 3 N et 0 point bonus ; - Stade rennais (6e, Coupe Intertoto), débute au second tour de qualification ; apporte 3 points avec 1 V, 1 V en qualification et 0 point bonus. - Parcours : - Coupe Intertoto, troisième tour : Rennes qualifié - Second tour de qualification : Rennes qualifié (1V-1D) ; - Premier tour : Nancy (2V), Saint-Étienne (2V), Paris S-G (1V-1N) qualifiés, Rennes éliminé (1V-1D) ; - Phase de groupes : Saint-Étienne (2V-2N), Paris S-G (1V-2N-1D) qualifiés, Nancy (1V-1N-2D) éliminé ; - Seizièmes de finale : Saint-Étienne (2V), Paris S-G (2V), Marseille (1V-1D) qualifiés, Bordeaux (1N-1D) éliminé. - Huitièmes de finale : Paris S-G (1N-1V), Marseille (1V-1N) qualifiés, Saint-Étienne (1D-1N) éliminé. - Quarts de finale : Paris S-G (1N-1D), Marseille (2D) éliminés. |

Coefficient Ligue 1 (saison 2008-2009) :
- - 12 points de bonifications : phase de groupes de ligue des champions de Lyon, Bordeaux, Marseille ; phase finale de ligue des champions de Lyon ; quarts de finale de coupe UEFA de Marseille et Paris;
  - 3 points lors des tours préliminaires;
  - 43 points en Coupe UEFA;
  - 19 points en Ligue des champions;
  - avec 23 victoires, 16 matchs nuls en compétition, et 3 victoires en qualification.
- Indice UEFA : {\displaystyle 39,168+(77/7)=50,168}. 5e place.

## Calendrier
|    | Juillet        | Août          | Septembre      | Octobre      | Novembre      | Décembre  | Janvier        | Février        | Mars          | Avril         | Mai          | Juin    |
| -- | -------------- | ------------- | -------------- | ------------ | ------------- | --------- | -------------- | -------------- | ------------- | ------------- | ------------ | ------- |
| 1  | mar.           | ven.          | lun.           | Journée 2    | 12            | lun.      | jeu.           | dim.           | dim.          | Lituanie      | ven.         | lun.    |
| 2  | mer.           | Trophée       | mar.           | Premier tour | dim.          | mar.      | ven.           | lun.           | lun.          | jeu.          | 34           | Nigeria |
| 3  | jeu.           | dim.          | mer.           | ven.         | lun.          | Journée 4 | 1/32 de finale | Demi-finales   | 1/8 de finale | ven.          | dim.         | mer.    |
| 4  | ven.           | lun.          | jeu.           | 8            | Journée 4     | Journée 4 | 1/32 de finale | Demi-finales   | 1/8 de finale | 30            | lun.         | jeu.    |
| 5  | sam.           | mar.          | ven.           | dim.         | Journée 4     | ven.      | lun.           | jeu.           | jeu.          | dim.          | Demi-finales | Turquie |
| 6  | dim.           | mer.          | Autriche       | lun.         | Journée 2     | 17        | mar.           | ven.           | ven.          | lun.          | Demi-finales | sam.    |
| 7  | lun.           | jeu.          | dim.           | mar.         | ven.          | dim.      | mer.           | 23             | 27            | 1/4 de finale | Demi-finales | dim.    |
| 8  | mar.           | ven.          | lun.           | mer.         | 13            | lun.      | jeu.           | dim.           | dim.          | 1/4 de finale | ven.         | lun.    |
| 9  | mer.           | 1             | mar.           | jeu.         | dim.          | Journée 6 | ven.           | lun.           | lun.          | 1/4 de finale | Finale       | mar.    |
| 10 | jeu.           | dim.          | Serbie         | ven.         | lun.          | Journée 6 | 20             | mar.           | 1/8 de finale | ven.          | dim.         | mer.    |
| 11 | ven.           | lun.          | jeu.           | Roumanie     | 1/8 de finale | jeu.      | dim.           | Argentine      | 1/8 de finale | 31            | lun.         | jeu.    |
| 12 | sam.           | 3e tour prél. | ven.           | dim.         | 1/8 de finale | ven.      | lun.           | jeu.           | 1/8 de finale | dim.          | mar.         | ven.    |
| 13 | dim.           | 3e tour prél. | 5              | lun.         | jeu.          | 18        | 1/4 de finale  | ven.           | ven.          | lun.          | 35           | sam.    |
| 14 | lun.           | 2e tour prél. | dim.           | Tunisie      | ven.          | dim.      | 1/4 de finale  | 24             | 28            | 1/4 de finale | jeu.         | dim.    |
| 15 | mar.           | ven.          | lun.           | mer.         | 14            | lun.      | jeu.           | dim.           | dim.          | 1/4 de finale | ven.         | lun.    |
| 16 | mer.           | 2             | Journée 1      | jeu.         | dim.          | mar.      | ven.           | lun.           | lun.          | 1/4 de finale | 36           | mar.    |
| 17 | jeu.           | dim.          | Journée 1      | ven.         | lun.          | Journée 5 | 21             | mar.           | 1/4 de finale | ven.          | dim.         | mer.    |
| 18 | ven.           | lun.          | Premier tour   | 9            | mar.          | Journée 5 | dim.           | 1/16 de finale | 1/8 de finale | 32            | lun.         | jeu.    |
| 19 | Troisième tour | mar.          | ven.           | dim.         | Uruguay       | ven.      | lun.           | 1/16 de finale | 1/8 de finale | dim.          | mar.         | ven.    |
| 20 | Troisième tour | Suède         | 6              | lun.         | jeu.          | 19        | mar.           | ven.           | ven.          | lun.          | Finale       | sam.    |
| 21 | lun.           | jeu.          | dim.           | Journée 3    | ven.          | dim.      | mer.           | 25             | 29            | Demi-finales  | jeu.         | dim.    |
| 22 | mar.           | ven.          | lun.           | Journée 3    | 15            | lun.      | jeu.           | dim.           | dim.          | Demi-finales  | ven.         | lun.    |
| 23 | mer.           | 3             | Troisième tour | Journée 1    | dim.          | mar.      | ven.           | lun.           | lun.          | jeu.          | 37           | mar.    |
| 24 | jeu.           | dim.          | Troisième tour | ven.         | lun.          | mer.      | 1/16 de finale | 1/8 de finale  | mar.          | ven.          | dim.         | mer.    |
| 25 | ven.           | lun.          | jeu.           | 10           | Journée 5     | jeu.      | 1/16 de finale | 1/8 de finale  | mer.          | Finale        | lun.         | jeu.    |
| 26 | Troisième tour | 3e tour prél. | ven.           | dim.         | Journée 5     | ven.      | lun.           | 1/16 de finale | jeu.          | 33            | mar.         | ven.    |
| 27 | Troisième tour | 3e tour prél. | 7              | lun.         | Journée 3     | sam.      | mar.           | ven.           | ven.          | lun.          | Finale       | sam.    |
| 28 | lun.           | 2e tour prél. | dim.           | mar.         | ven.          | dim.      | mer.           | 26             | Lituanie      | Demi-finales  | jeu.         | dim.    |
| 29 | mar.           | ven.          | lun.           | 11           | 16            | lun.      | jeu.           |                | dim.          | Demi-finales  | ven.         | lun.    |
| 30 | mer.           | 4             | Journée 2      | jeu.         | dim.          | mar.      | ven.           |                | lun.          | Demi-finales  | 38           | mar.    |
| 31 | jeu.           | dim.          |                | ven.         |               | mer.      | 22             |                | mar.          |               | dim.         |         |
|    | Juillet        | Août          | Septembre      | Octobre      | Novembre      | Décembre  | Janvier        | Février        | Mars          | Avril         | Mai          | Juin    |

## Sponsors des clubs
| Club                   | Équipementier | Sponsors maillots torse                            |
| ---------------------- | ------------- | -------------------------------------------------- |
| AJ Auxerre             | Airness       | Nasùba Express                                     |
| Girondins de Bordeaux  | Puma          | KIA Motors, Cdiscount, Groupe Pichet               |
| SM Caen                | Nike          | Guy Dauphin Environnement, Campagne de France, CTI |
| Grenoble Foot          | Nike          | Index, ISS                                         |
| Le Havre AC            | Airness       | Système U                                          |
| Le Mans UC             | Kappa         | Le Gaulois, Groupama, Loué, NTN                    |
| Lille OSC              | Canterbury    | Partouche                                          |
| FC Lorient             | Erreà         | La Trinitaine, B&B Hotels                          |
| Olympique lyonnais     | Umbro         | Novotel, Ticket restaurant                         |
| Olympique de Marseille | Adidas        | Neuf Telecom, Direct Energie                       |
| AS Monaco              | Puma          | Fedcom, HSBC                                       |
| AS Nancy-Lorraine      | Baliston      | Odalys Vacances, Clairefontaine, Geodis4           |
| FC Nantes              | Kappa         | Synergie Intérim, Profil+                          |
| OGC Nice               | Lotto         | Nasùba Express, Ubaldi, Takara Multimedia          |
| Paris SG               | Nike          | Fly Emirates                                       |
| Stade rennais          | Puma          | Samsic propreté                                    |
| AS Saint-Étienne       | Adidas        | Konica Minolta                                     |
| FC Sochaux             | Lotto         | Mobil 1                                            |
| Toulouse FC            | Airness       | Idec, Monné-Decroix, ISS                           |
| Valenciennes FC        | Diadora       | Toyota, Sita-Suez                                  |